# H2 (Slovenië)
De H2 is een korte expresweg in het noorden van Slovenië. Het totale traject van 9,9 kilometer verbindt de stad Maribor met de A1 bij Pesnica.